# Каратобе (Келеський район)
Каратобе́ (каз. Қаратөбе) — село у складі Келеського району Туркестанської області Казахстану. Входить до складу Актобинського сільського округу.
Населення — 2210 осіб (2021; 1901 у 2009, 1563 у 1999, 1557 у 1989).